# Шехтер, Давид Исаакович
Дави́д Исаа́кович Ше́хтер (род 13 мая 1956 года в Одессе) — израильский писатель
, журналист, политический деятель.

## Биография
Окончил инженерный факультет Курганского машиностроительного института по специальности «Металлорежущие станки и инструменты», публиковался в институтской и областной молодёжной газетах.
В 1981—1987 — участник сионистского движения в СССР, отказник. В его доме КГБ неоднократно проводил обыски, «за преподавание иврита, встречу с иностранцами и передачу им сведений, искажающих действительное положение евреев в СССР» получил два прокурорских предупреждения, был арестован и присуждён к 15 суткам пребывания в изоляторе.
В 1990—1991 — главный редактор газеты «Спутник», 1991—1997 — главный редактор журнала «Алеф». В 1994—1997 — ведущий рубрики «Рашен ле Цион» в газете «Едиот Ахронот», политический комментатор приложения «Бехирот» к газете «Маарив», ведущий рубрики «Зинук ба алия» газеты Маарив.
В 1997—2001 — пресс-секретарь партии Исраэль ба-алия и её парламентской фракции в Кнессете. В 2001—2003 — советник министра абсорбции, в 2003—2005 — советник министра по связям с диаспорой.
С 2005 по 2007 — независимый журналист, публиковался в русскоязычных изданиях Израиля, России, США, Германии, Азербайджана.
В 2007—2010 — главный редактор газеты «Менора». С мая 2010 года по август 2021 — пресс-секретарь Еврейского агентства (Сохнут). В настоящее время — председатель ассоциации (амуты) «Маалот», работающей над созданием в Израиле Центра наследия евреев СССР.
С ноября 2003 по настоящее время советник по связям с прессой главы организации Натив в министерстве премьер-министра.

## Книги
- «В краю чужом» (1993 — Тель-Авив, 2001 — Одесса)
- «Рядом с премьер-министрами» (2001, Москва)
- «Повесть об израильском Кнессете, русских партиях и украденных тренажёрах» (2005, Кишинёв)
- «Путеводитель по празднику Песах» (2007, Москва)
- «Камни нашего наследия» — русскоязычная версия альбома о подземельях Стены плача (2009, Иерусалим)
- «Солдаты на переправе» (2013, Москва)

Лауреат литературного конкурса «Сетевой Дюк».